# Stenostephanus
Stenostephanus là chi thực vật có hoa trong họ Acanthaceae.